# Flight Guard
Flight Guard è un sistema di contromisure a infrarossi sviluppato da Israel Aerospace Industries in grado di proteggere un aereo o elicottero da un attacco missilistico
Il sistema si compone di sei sensori prodotti dalla Elta, sistemati in diversi punti dell'aeromobile, che grazie ad un complesso di sei rilevatori ad impulsi doppler, se attivato sgancia automaticamente dei razzi in grado di confondere i missili a guida termica; questi razzi sono autoestinguenti dopo due o tre secondi di combustione e non lasciano residui solidi ma solo gassosi, per prevenire il rischio di incendi a terra; ogni sistema ha un costo che va dai 500000 dollari a 1 milione di dollari (i prototipi).  

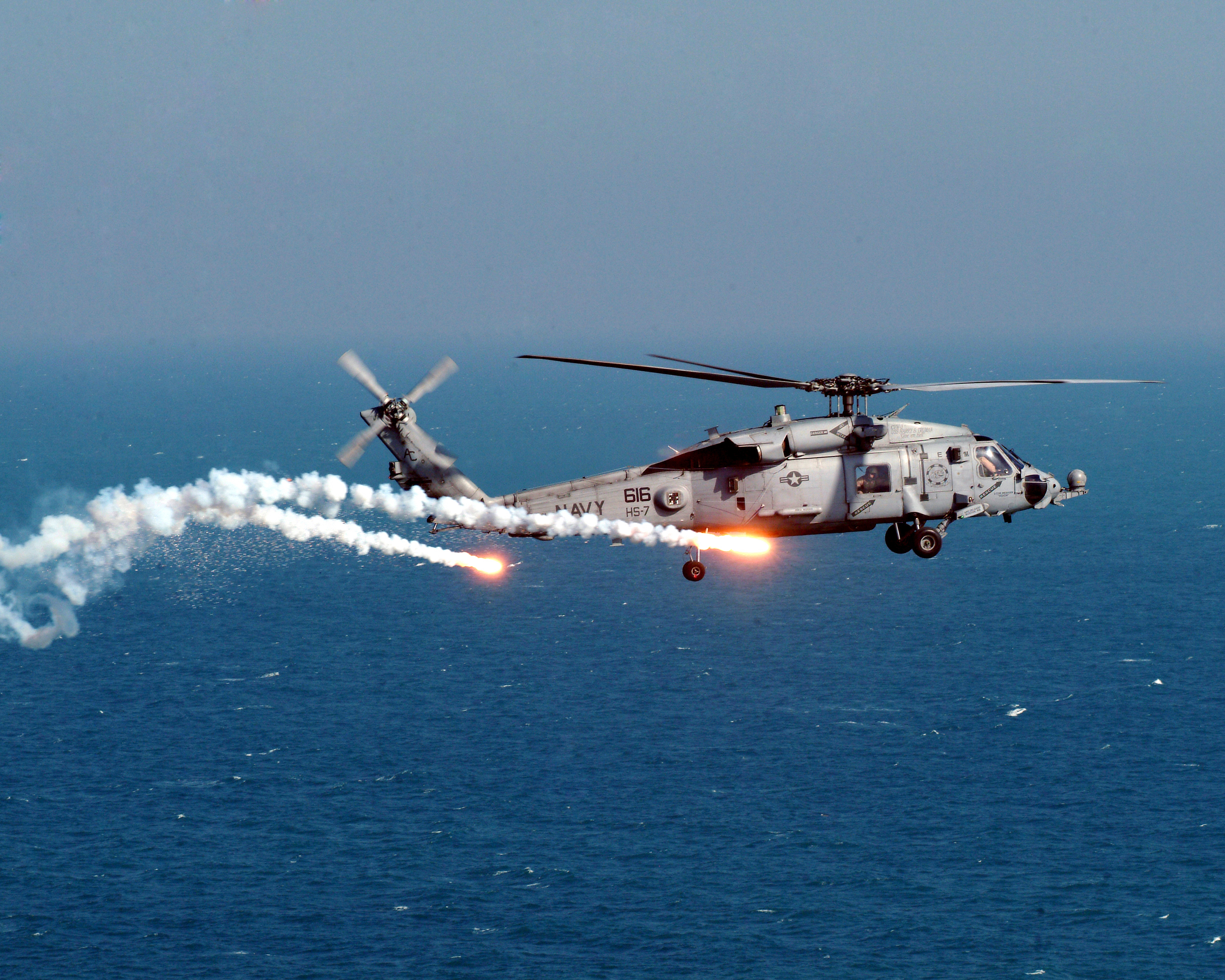
Un elicottero HH-60H SeaHawk della U.S. Navy lancia due razzi per confondere eventuali missili a guida termica.

Una situazione in cui il sistema è stato utilizzato contro una minaccia reale sono stati gli  Attacchi di Mombasa del 2002. Il sistema è installato su più di 200 aerei ed elicotteri militari come su vari aerei VIP commerciali, ed è stato installato anche sui velivoli delle compagnie El Al, Arkia ed Israir che volano su destinazioni ad alto rischio.
Altri esempi commerciali di sistemi di protezione simili al Flight Guard sono lo statunitense Directional Infrared Counter Measures prodotto dalla Northrop Grumman e dalla BAE Systems, e lo svedese Civil Aircraft Missile Protection System prodotto da un consorzio guidato da Saab Avionics.